# Taeniophora nitida
Taeniophora nitida är en insektsart som beskrevs av Marius Descamps och Christiane Amédégnato 1971. Taeniophora nitida ingår i släktet Taeniophora och familjen Romaleidae.

## Underarter
Arten delas in i följande underarter:
- T. n. nitida
- T. n. equatoriana